# رياض الفريجي
رياض بن ناصر الفريجي (1979 - ) هو مهندس ومؤلف و إعلامي سعودي حاصل على بكالوريوس الهندسة الكيميائية من كلية الهندسة جامعة الملك سعود عام 2002 حصل أيضاً على درجة الماجستير في الإعلام الرقمي من جامعه الملك سعود في 2013، أصدر كتابة حكايات إعلامية الذي يحكي عن عشرين قصة نجاح إعلامية وهو مؤسس شركة رياض للإنتاج الإعلامي بالمملكة العربية السعودية وشريك مؤسس في شركة مجموعة إعلام الوقف للاتصالات وتقنية المعلومات ورئيس مركز الاتصال المؤسسي في مؤسسة سليمان الراجحي الخيرية. أنتجت شركه رياض للإنتاج الأعلامي مسلسل عابر سبيل وهو أول مسلسل سعودي يتم تصويرة بالقاهرة

## أعماله
- حكايات إعلامية[3]
- اللعب مع الكبار[9]
- الإعلام الخيري[10]
- ثريد الضاد[11]

## المؤهلات
- باحث دكتوراه بجامعة الإمام محمد بن سعود في الإذاعة والتليفزيون والفيلم 2017 م
- رخصة إدارة الوقف من الغرفة التجارية بالرياض 2016 م
- ماجستير إعلام رقمي من جامعة الملك سعود بتقدير امتياز مع مرتبة الشرف 2015 م
- ممارس معتمد في إعداد الحملات الإعلامية من الأكاديمية البريطانية العالمية 2013 م
- مدرب معتمد من وزارة التربية والتعليم بالمملكة العربية السعودية 2012 م
- مدرب معتمد في برنامج ماهر لصناعة شباب المستقبل من جامعة الملك سعود عام 2011 م
- ماجستير فنون التواصل جامعة كولومبس عام 2008 م
- مدرب معتمد من الأكاديمية العالمية للتدريب والتطوير ببريطانيا 2006 م
- بكالوريوس هندسة كيميائية من جامعة الملك سعود عام 2002 م

## الخبرات العملية
- رئيس مركز الاتصال المؤسسي بمؤسسة سليمان الراجحي الخيرية
- المؤسس والرئيس التنفيذي لمؤسسة رياض الإعلام 2003 م
- مشرف إدارة الفروع بمؤسسة سليمان الراجحي الخيرية 2017
- مدير البرامج النوعية في شبكة قنوات المجد 2015 م
- المشرف العام على حفل تكريم الرواد 2014 م – 2015 م[12]
- رئيس اللجنة الإعلامية لمسابقة الأمير نايف للسنة النبوية 2013 م – 2015 م[13]
- مستشار إعلامي لحملة الأمير سطام للوقاية من المخدرات «سور» 2013 م
- مستشار إعلامي لشبكة المجد الفضائية 2009 م – 2011 م
- مستشار إعلامي لشركة بوابة المجد 2009 م – 2011 م
- المدير العام لصحيفة سبق الإلكترونية 2010 م
- مدير إدارة البرامج بلجنة التنمية الاجتماعية الأهلية بحي الريان 2007 م
- مدير قسم الدعوة في مركز الدعوة والإرشاد بحي النسيم 2005 م
- رئيس التحرير لمجلة شباب 2000 م - 2003 م[12]
- مدير مكتب مجلة السمو 2002 م
- مدير الإنتاج المساعد بمؤسسة أحد للإنتاج الإعلامي 2002 م
- مدير العلاقات العامة والإعلام بمؤسسة اليقين للإنتاج الإعلامي 2001 م

## المبادرات المجتمعية
قاد العديد من المبادرات المجتمعية : ( طاقات – التواصل الفعال – مركز الإنتاج الصوتي – السيناريست – أكاديمية القيم – مجتمع الدراما – دليل الأفكار الإعلامية – إعلاءMe – تكريم الرواد – مشاهير في الخير )